# Downshifting
No comportamento social, o downshifting (Português: "abrandamento") é uma tendência em que os indivíduos adotam vidas mais simples da, o que os críticos chamam de, "corrida dos ratos".
O efeito a longo prazo do abrandamento pode incluir uma fuga do que foi descrito como materialismo económico, bem como reduzir o "stress e despesas psicológicas que podem acompanhar o materialismo económico". Esta nova tendência social enfatiza a procura de um melhor equilíbrio entre lazer e trabalho, ao mesmo tempo que centra os objetivos de vida na realização pessoal, bem como na construção de relações pessoais em vez da busca exaustiva do sucesso económico.
O abrandamento, como conceito, compartilha características da simplicidade voluntária. No entanto, distingue-se como uma forma alternativa pelo seu foco na mudança moderada e na concentração num nível de conforto individual e numa abordagem gradual à vida. Na década de 1990, esta nova forma de vida simples começou a aparecer nos grandes média e tem crescido continuamente em popularidade entre as populações que vivem em sociedades industriais, especialmente nos Estados Unidos, no Reino Unido, na Nova Zelândia e na Austrália, bem como na Rússia.

## Valores e motivos
"Downshifters" refere-se a pessoas que adotam a simplicidade voluntária a longo prazo nas suas vidas. Algumas das principais práticas dos downshifters incluem aceitar menos dinheiro por menos horas trabalhadas, ao mesmo tempo que colocam ênfase em consumir menos, a fim de reduzir a sua pegada ecológica. Um dos principais resultados dessas práticas é poder aproveitar mais momentos de lazer na companhia de outras pessoas, principalmente de entes queridos.[carece de fontes?]
As principais motivações para o abrandamento são ganhar tempo de lazer, escapar do ciclo de trabalhar-gastar e remover a desordem de bens desnecessários. Os objetivos pessoais do abrandamento são simples: alcançar uma autocompreensão holística e um significado satisfatório na vida.
Devido à sua natureza personalizada e à ênfase em muitas pequenas mudanças, em vez de uma revisão completa do estilo de vida, o abrandamento atrai participantes de todo o espectro socioeconómico. Uma consequência intrínseca do abrandamento é o aumento do tempo para atividades não relacionadas com o trabalho, o que, combinado com a diversidade demográfica dos downshifters, cultiva níveis mais elevados de participação cívica e interação social.
O âmbito da participação é ilimitado, porque todos os membros da sociedade - adultos, crianças, empresas, instituições, organizações e governos - são capazes de abrandamento , mesmo que muitos estratos demográficos não comecem "altos" o suficiente para "abrandar".[carece de fontes?]
Na prática, o abrandamento envolve uma variedade de mudanças comportamentais e de estilo de vida. A maioria destes abrandamentos são escolhas voluntárias. Eventos naturais ao longo da vida, como a perda de um emprego ou o nascimento de um filho, podem provocar um abrandamento involuntário. Existe também uma dimensão temporal, porque um abrandamento pode ser temporário ou permanente.

## Métodos

### Trabalho e rendimento
A forma mais comum de abrandamento é a redução do trabalho (ou rendimento). O abrandamento baseia-se fundamentalmente na insatisfação com as condições e consequências do ambiente de trabalho. A filosofia do trabalho para viver substitui a ideologia social do viver para trabalhar. A reorientação das prioridades económicas afasta o equilíbrio entre vida pessoal e profissional do local de trabalho.[carece de fontes?]
Economicamente, as reduções de de trabalho são definidas em termos de reduções no rendimento real ou potencial, nas horas de trabalho e nos níveis de despesas. Seguir uma trajetória de rendimentos inferior à trajetória de mercado estabelecida representa uma redução nos lucros potenciais em favor da obtenção de outros benefícios não materiais.[carece de fontes?]
A nível individual, o abrandamento laboral é uma redução voluntária do rendimento anual. Os downshifters desejam sentido na vida fora do trabalho e, portanto, optarão por diminuir a quantidade de tempo gasto no trabalho ou horas de trabalho. A redução do número de horas de trabalho, consequentemente, diminui o valor ganho. Simplesmente não fazer horas extras ou reservar meio dia da semana para lazer são abrandamentos laborais.[carece de fontes?]
Os abrandamentos de carreira são outra forma de redução económica e implicam a redução de aspirações anteriores de riqueza, de promoção ou de estatuto social mais elevado. Abandonar um emprego para trabalhar localmente na comunidade, em casa ou para iniciar um negócio são exemplos de abrandamento de carreira. Embora mais radicais, estas mudanças não significam a paralisação total do trabalho.[carece de fontes?]
Muitas razões são citadas pelos trabalhadores para esta escolha e geralmente centram-se numa análise pessoal de custo-benefício das situações de trabalho atuais e das atividades extracurriculares desejadas. O alto stresse, a pressão dos empregadores para aumentar a produtividade e os longos movimentos pendulares podem ser fatores que contribuem para os custos de estar empregado. Se o downshifter quiser mais benefícios imateriais, como tempo de lazer, uma vida familiar saudável ou liberdade pessoal, então mudar de emprego pode ser uma opção desejável.[carece de fontes?]
O abrandamento laboral também pode ser a chave para benefícios de saúde consideráveis, bem como para uma reforma saudável. As pessoas estão-se a reformar mais tarde do que as gerações anteriores. Como pode ser visto no The Health and Retirement Study, realizado pelo Health and Retirement Study Survey Research Center, as mulheres podem demonstrar os benefícios para a saúde a longo prazo do seu abrandamento laboral, trabalhando em regime de tempo parcial durante um longo período de anos. Contudo, os homens revelam-se menos saudáveis se trabalharem a tempo parcial desde a meia-idade até à reforma. Os homens que reduzem a sua vida profissional para horas a tempo parcial entre os 60 e os 65 anos de idade, no entanto, beneficiam de continuar a trabalhar num emprego a tempo parcial através de uma reforma a tempo parcial, mesmo depois dos 70 anos. Este é um exemplo de como as políticas de trabalho flexíveis podem ser a chave para a saúde durante a reforma.

### Hábitos de consumo
Outro aspeto do abrandamento é ser um consumidor consciente ou praticar ativamente formas alternativas de consumo. Os defensores do abrandamento apontam o consumismo como uma fonte primária de stresse e insatisfação porque cria uma sociedade de consumidores individualistas que medem tanto o estatuto social como a felicidade geral por uma quantidade inatingível de bens materiais. Em vez de comprar bens para satisfação pessoal, abrandar o consumo, comprando apenas o necessário, é uma forma de focar na qualidade de vida e não na quantidade.
Este realinhamento das prioridades de consumo promove a utilidade funcional dos bens em detrimento da sua capacidade de transmitir estatuto, o que é evidente no facto de os que abrandam serem geralmente menos conscientes de marcas. Estes hábitos de consumo também facilitam a opção de trabalhar e ganhar menos porque o gasto anual é proporcionalmente menor. A redução da despesa é menos exigente do que reduções mais extremas noutras áreas, como o emprego, uma vez que requer apenas pequenas mudanças no estilo de vida.[carece de fontes?]

### Políticas que permitem o abrandamento
Os sindicatos, as empresas e os governos poderiam implementar horários de trabalho mais flexíveis, trabalho a tempo parcial e outros regimes de trabalho não tradicionais que permitam às pessoas trabalhar menos, mantendo ao mesmo tempo o emprego. A legislação para as pequenas empresas, a redução dos requisitos de declaração e das taxas de impostos reduzidas incentivam o empreendedorismo individual de pequena escala e, portanto, ajudam os indivíduos a abandonar completamente os seus empregos e a trabalhar por conta própria nos seus próprios termos.

### Consequências ambientais
O lema da International Downshifting Week  é "Desacelerar e Tornar-se Verde". Quer sejam intencionais ou não, geralmente, as escolhas e práticas dos downshifters nutrem a saúde ambiental porque rejeitam o estilo de vida acelerado alimentado por combustíveis fósseis e adotam estilos de vida mais sustentáveis. A função latente da redução do consumo é reduzir, até certo ponto, a pegada de carbono de cada pessoa que abranda. Um exemplo é mudar de um estilo de vida corporativo suburbano de corrida de ratos para um estilo de vida agrícola pequeno e ecológico.

### Abrandar geograficamente
Abrandar geograficamente é uma mudança para uma comunidade menor, rural ou de ritmo mais lento. Isto é muitas vezes uma resposta ao ritmo frenético da vida e ao stresse nas áreas urbanas. É uma mudança significativa, mas não traz um afastamento total da cultura dominante.[carece de fontes?]

## Implicações sociopolíticas
Embora o abrandamento seja motivado principalmente pelo desejo pessoal e não por uma posição política consciente, ele define o sobreconsumo da sociedade como a fonte de muito descontentamento pessoal. Ao redefinir a satisfação com a vida em termos não materiais, os downshifters assumem um estilo de vida alternativo, mas continuam a coexistir numa sociedade e num sistema político preocupados com a economia. Em geral, os downshifters são politicamente apáticos porque os principais políticos mobilizam os eleitores propondo soluções governamentais para períodos de dificuldades financeiras e recessões económicas. Esta retórica económica não faz sentido para os downshifters que deixaram de se preocupar com o dinheiro.
Nos Estados Unidos, no Reino Unido e na Austrália, uma minoria significativa, aproximadamente 20 a 25 por cento, dos cidadãos destes países identifica-se, em alguns aspetos, como downshifters. A redução de marcha não é uma escolha isolada ou incomum. A política ainda gira em torno do consumismo e do crescimento irrestrito, mas os valores de abrandamento, como as prioridades familiares e a regulamentação do local de trabalho, aparecem em debates e campanhas políticas.[carece de fontes?]
Tal como os downshifters, os Criativos Culturais são outro movimento social cuja ideologia e práticas divergem do consumismo dominante e, segundo Paul Ray, são seguidos por pelo menos um quarto dos cidadãos dos EUA.
No seu livro In Praise of Slowness, Carl Honoré relaciona os seguidores do downshifting e da vida simples com o movimento lento global.[carece de fontes?]
O número significativo e a diversidade de downshifters constituem um desafio às abordagens económicas para melhorar a sociedade. O aumento da popularidade do abrandamento e de ideologias pós-materialistas semelhantes representa movimentos sociais desorganizados, sem aspirações políticas ou queixas motivadoras. Isto é resultado da sua natureza popular e de subculturas relativamente discretas e não conflituosas.